# 멜 리드
멜 리드(영어: Mel Reid, 1987년 9월 7일 ~ )는 잉글랜드 출신의 프로 골프 선수이다. 2007년에 프로로 데뷔했고, LPGA 투어에서 뛰고 있다.
그녀는 2018년 12월 레즈비언으로 커밍아웃했다.